# سیدی عکاشه
سیدی عکاشه (به عربی: سيدي عكاشة) یک شهرداری در الجزایر است که در استان الشلف واقع شده‌است. سیدی عکاشه ۲۳٬۳۷۴ نفر جمعیت دارد.